# Polyrhachis edwardi
Polyrhachis edwardi är en myrart som beskrevs av Horace Donisthorpe 1948. Polyrhachis edwardi ingår i släktet Polyrhachis och familjen myror. Inga underarter finns listade i Catalogue of Life.

## Bildgalleri

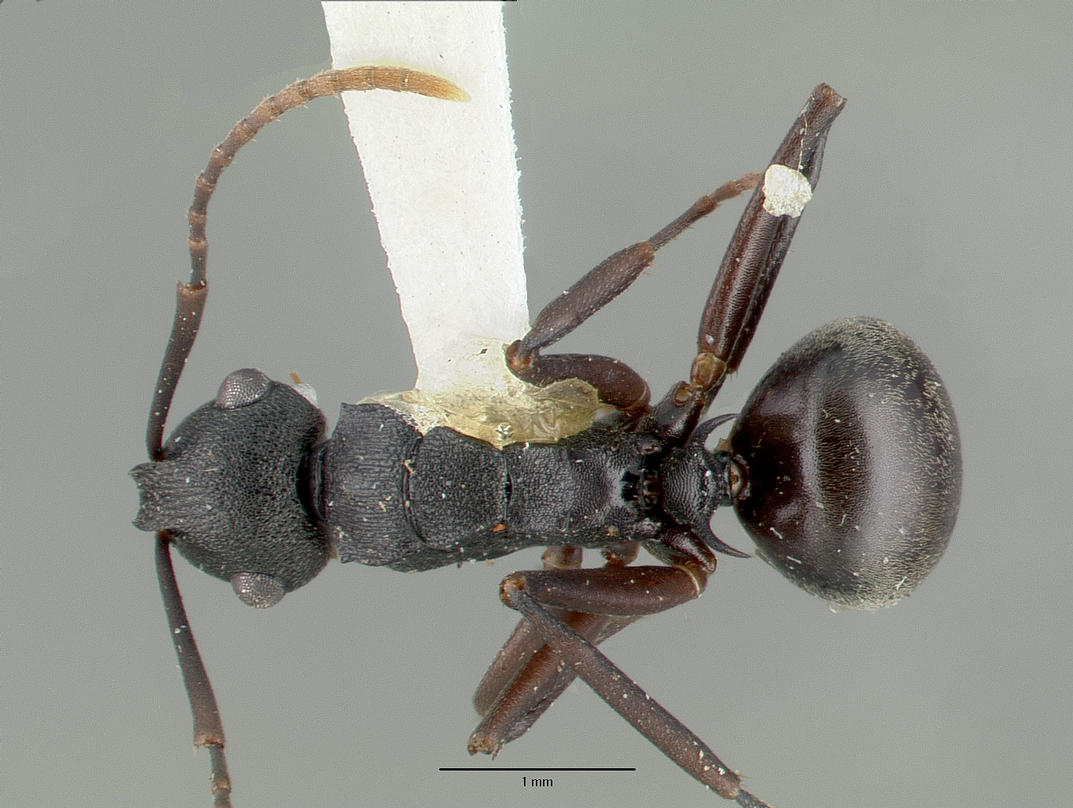
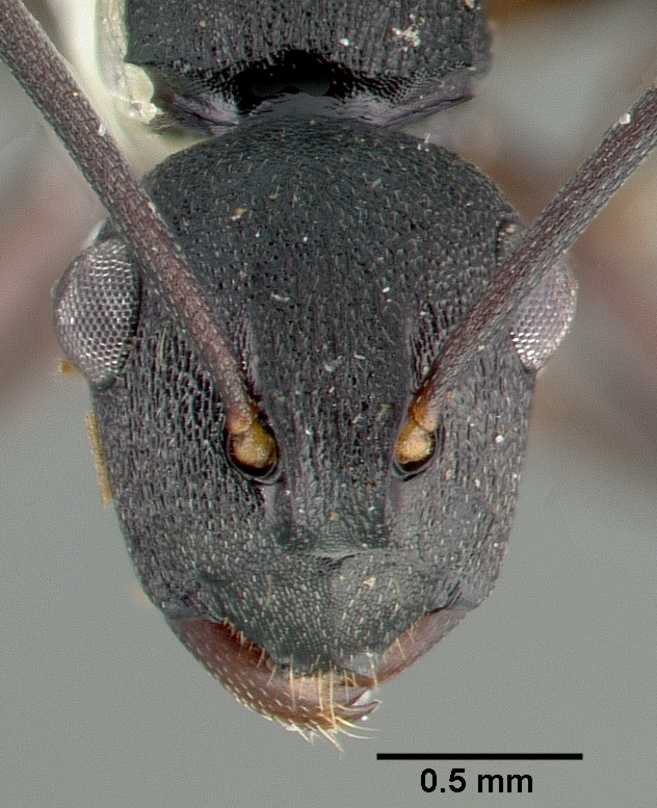
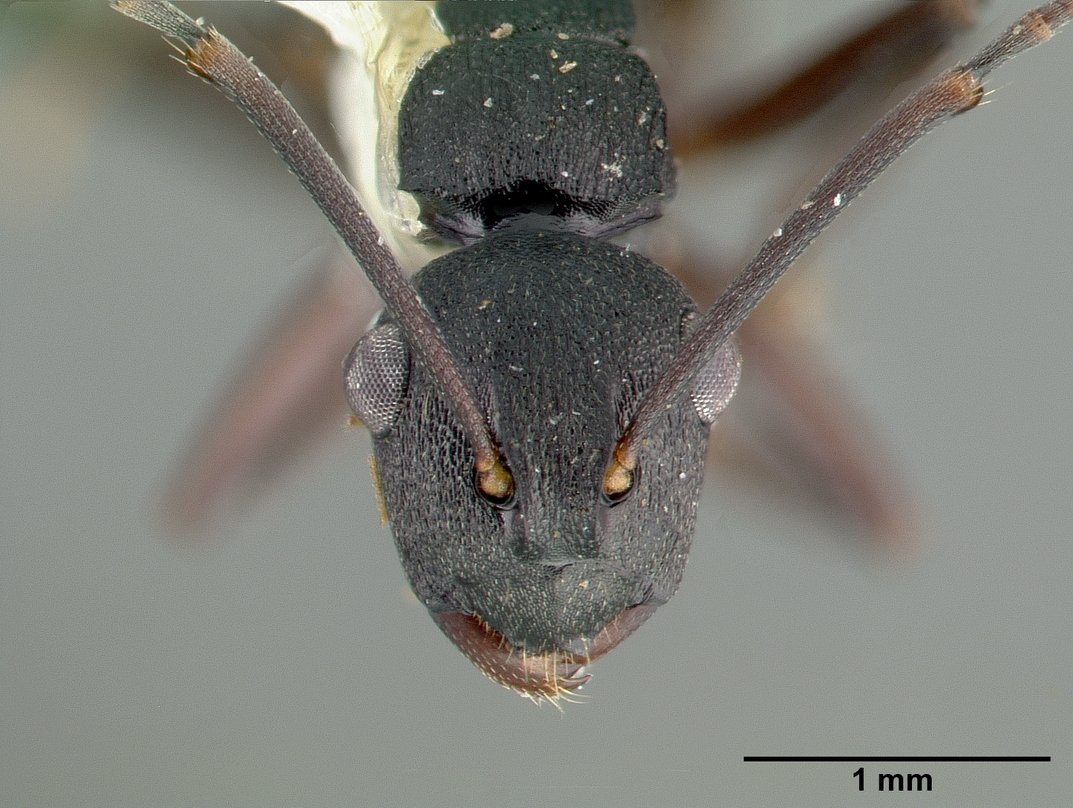
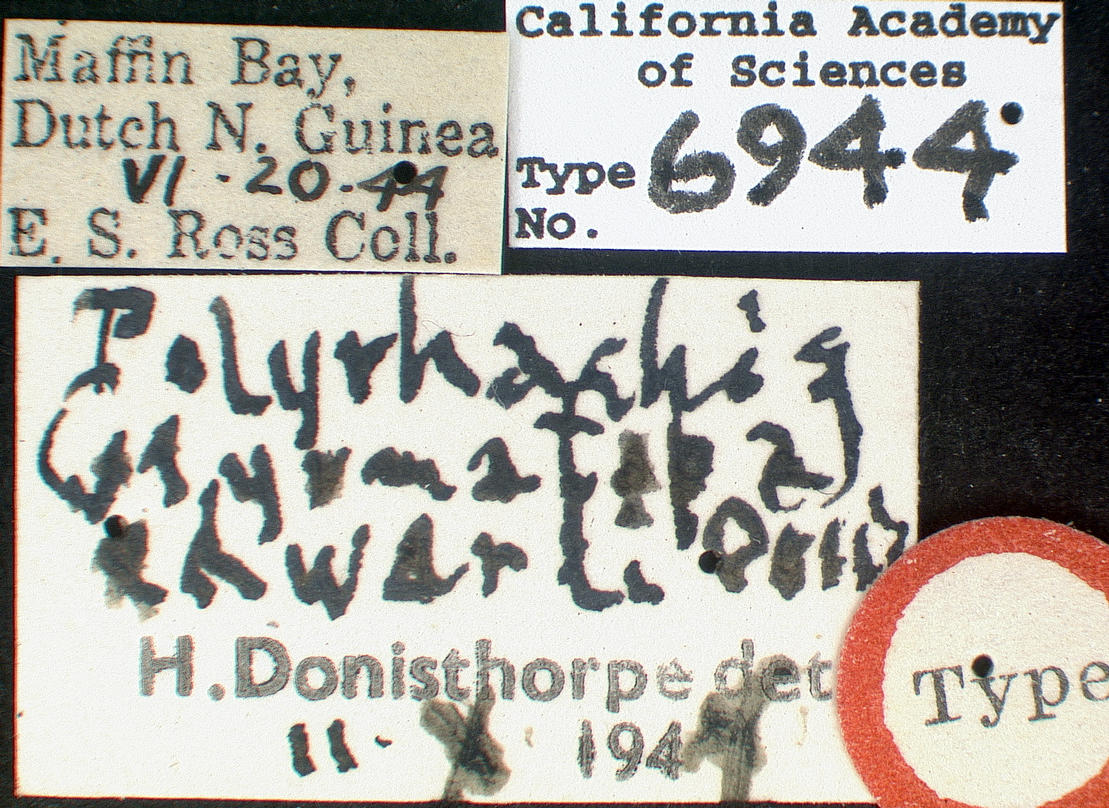
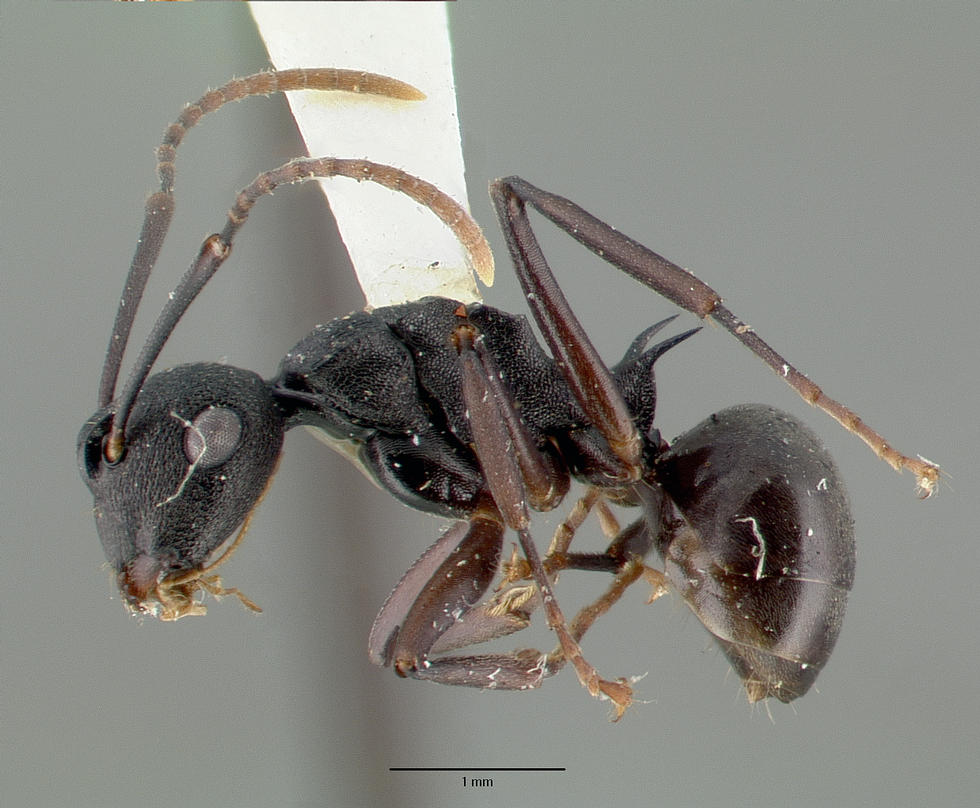